# أمريكيون إسبان
الأمريكيون الأسبان (بالإنجليزية: Spanish American)‏ وهم مجموعة أمريكيين أتوا من إسبانيا لغرض معيشي، ويدينون بالديانة المسيحية الكاثوليكية والبروتستانتية واليهودية، ويكثر التواجد الأمريكيين من جذور إسبانية في ولايات: كاليفورنيا ونيو مكسيكو وتكساس ولوسيانا .

## وصلات خارجية
- Colahan, Clark (2008). Spanish American Heritage. Multicultural America.
- Ramírez, Roberto R. (2004). We the People: Hispanic Population in the United States. Census 2000 Special Reports. U.S. Census Bureau.
- Pérez, Juan M. (October 2005). The Hispanic Role in America. Coloquio Revista Cultural.
- Survey: 2005 American Community Survey:Hispanic Origin. U.S. Census Bureau.
- Asturian-American Migration Forum. A منتدى إنترنت for the descendants of Asturian-Americans.